# Withius australasiae formosanus
Withius australasiae formosanus es una subespecie de arácnido del orden Pseudoscorpionida de la familia Withiidae.

## Distribución geográfica
Se encuentra en Taiwán.